# 淺海環境

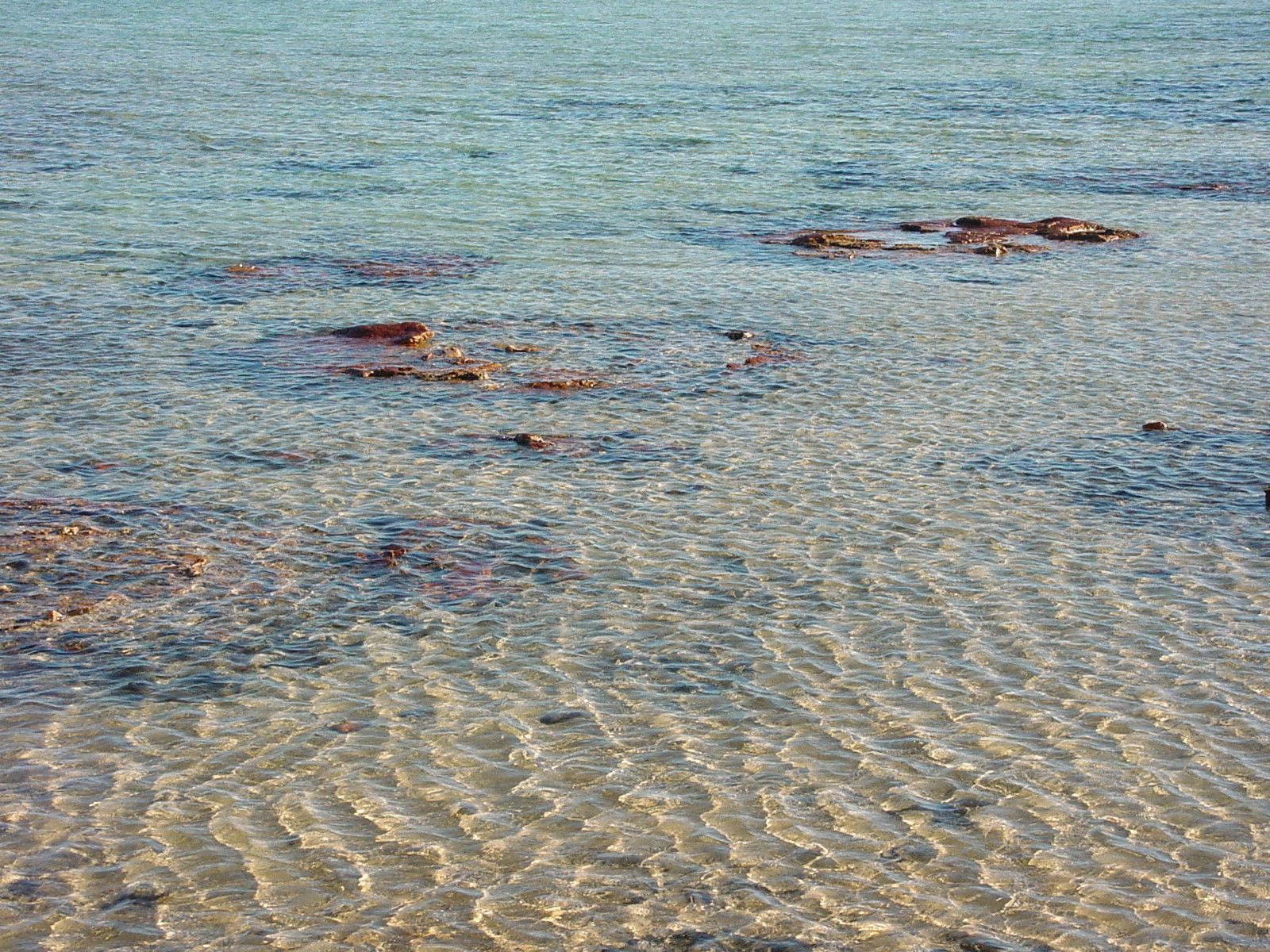
淺水區

淺海環境（英語：Shallow water marine environment）是指海岸與大陸坡之間的淺水區域。此環境的水淺且清澈，具有不同的沉積結構、碳酸鹽岩沉積等。區域内珊瑚礁及其他生物均可成為化石。其海洋、地質和生物條件如下述：

## 沉積物
區域中的沉積物通常由石灰石組成，代表溫暖平靜的淺水環境。淺海環境亦有矽質碎屑沉積物。此兩種沉積物通常不共存在同一地區。較小的碎屑顆粒在淺水環境，常被沖刷到較深的水中。因而海洋沉積物在此地多有由較大的顆粒組成。此區的沉積岩亦有碳質沉積物及蒸發岩礦物。最常見的蒸發岩礦物是石膏.硬石膏和岩鹽。其產狀為結晶層、孤立的晶體或晶體簇的形式。
從地質時代來看，約75%的顯生宙沉積岩大部分沉積在淺海環境中。前寒武紀沉積岩也可能沉積在淺海水域中。這種趨勢在北美和加勒比地區可常見。這可能由於超大陸分裂和其他板塊移動過程中，造成廣氾的淺海區域。

## 沉積構造

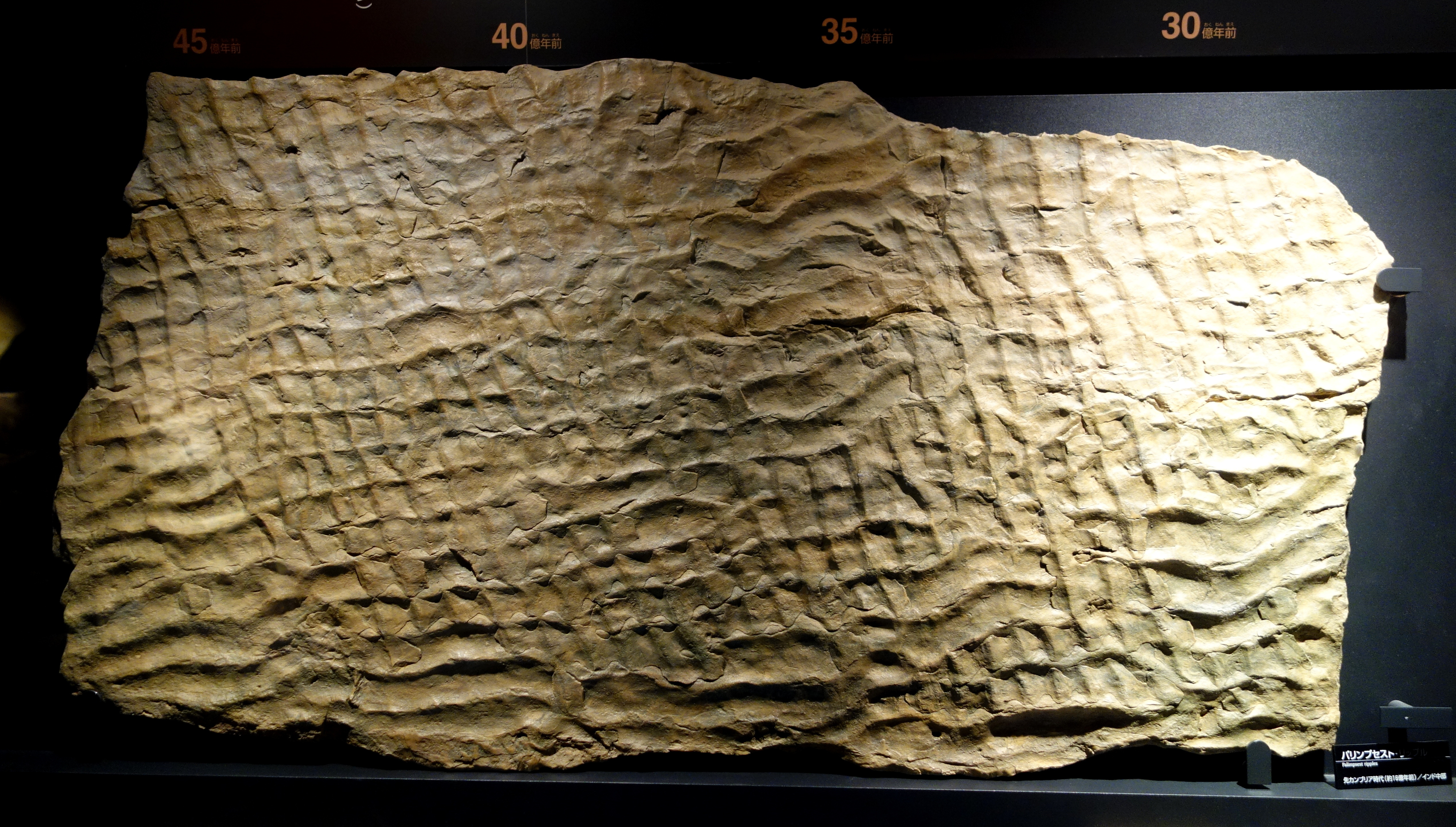
波痕 – 東京國立天然和科學博物館

淺海環境中形成各種類型的結構。例如，
- 粒级层理
- 波痕 [1]
- 沙丘 [1]
- 交錯層理 [2]
- 泥裂 [2]
- 脱水收缩（英语：Syneresis cracks）
- 火焰狀構造 [1]
- 底痕 [1]

## 水成分
該環境中的水大多清澈且淺。淺海環境可以經由海洋生物的溫度分佈來鑒定，也可推論過去時代的淺海環境。在分析淺海環境時目前使用了3 個主要的定義標準，即動物區系、動物群元素和緯度。但是在不同氣候帶的淺海環境卻難達成一致。
許多淺海環境常有碳酸鹽工廠區。在這些區域中，從水中去除二氧化碳很重要，這過程能使碳酸氫根離子轉變為碳酸根離子，而有助於石灰沉澱。升高溫度、加速蒸發以及將二氧化碳含量高、鈣陽離子含量低的水與海水混合，都是將碳酸氫根離子轉變為碳酸根離子的過程的例子。二氧化碳從大氣中去除並溶解在水中后，轉化為碳酸。然後碳酸又風化岩石，產生碳酸氫鹽和其他離子。通過珊瑚等生物又將鈣和碳酸氫根離子，在體内外沉澱成碳酸鈣，轉變成海底的石灰岩層中的成分。
從地質時代來看，方解石在石灰岩的成分已被文石取代。文石與方解石具有相同的化學式，但晶體系統不同。當鎂離子達到一定濃度時會抑制方解石的沉澱， 但鎂不太容易阻止文石的沉澱。在地質歷史中，有時海洋中鎂和鈣的比例不同，而導致方解石含量更豐富。這是由於板塊運動d導致的海底擴張速度加快的結果。速度越快，鎂被去除的越多，因此沉澱出更多的方解石，並且方解石將比文石更豐富。

## 生物群
生長在淺海環境生物群包括：
- 潮間帶的生物；包括海星、海葵、海綿、海洋蠕蟲、蛤、貽貝、
- 掠食性甲殼類動物：藤壺和小魚。水螅，或稱水螅[4]
- 等足類動物和片足類動物[5]，
- 碳酸鹽礁帶生物[6]：包括紅藻、綠藻、雙殼類和棘皮動物。此外，單細胞甲藻生活在珊瑚内，並具有互惠關係，其中甲藻為珊瑚提供有機分子。

## 化石
遺跡化石是最具代表淺海環境的化石之一。淺海生物包括蝦、蟹、蠕蟲和雙殼類等為了保護而形成的垂直、圓柱形或 U 形洞穴。
疊層石是具層狀沉積結構的化石，由藍細菌形成微生物的攤，再捕獲黏土和/或淤泥沉形成的化石。

## 參看
- 邊緣海潮汐（英语：Tides in Marginal Seas）